# Wunschkennzeichen

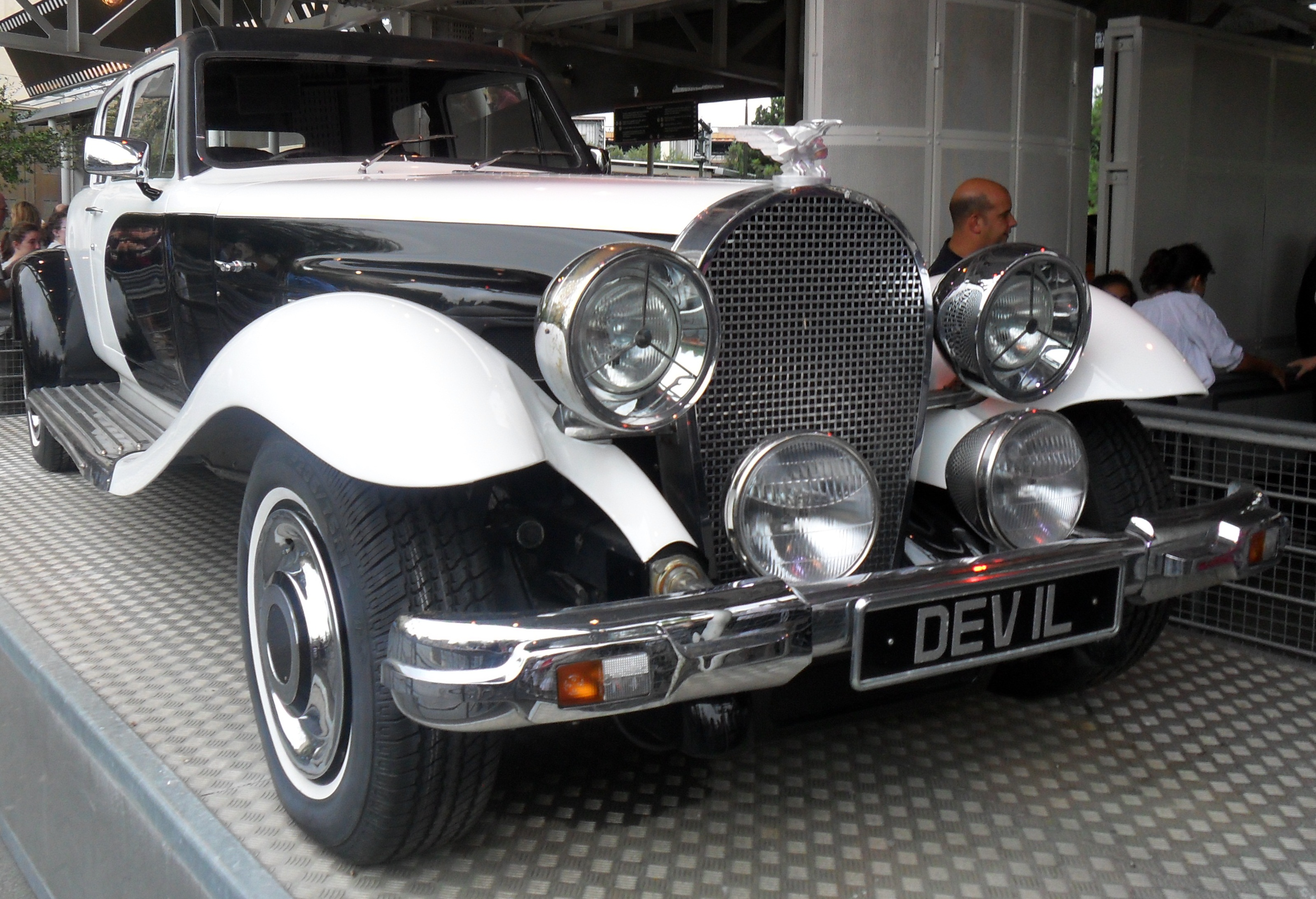
Englisches, historisches Wunschkennzeichen (DEV 1L)

Ein Wunschkennzeichen ist ein Kraftfahrzeugkennzeichen, bei dem der Fahrzeughalter Einfluss auf die Vergabe der Registrierungsnummer nehmen kann, um beispielsweise sein Kennzeichen zu personalisieren. Die Gestaltungsmöglichkeiten sind dabei durch nationale Regelungen bei der Kennzeichenvergabe begrenzt. Immer mehr Länder weltweit ermöglichen eine derartige Einflussnahme.

## Möglichkeiten
In Dänemark, Island, Lettland, Norwegen und Schweden kann die komplette Beschriftung selbst gewählt werden. Sogar Sonderbuchstaben der jeweiligen Landessprache sind in einigen Ländern zugelassen.
Nur ein Teil des Kennzeichens kann u. a. in Österreich, in der Slowakei, in Slowenien oder auch in Namibia und Südafrika selbst gewählt werden. So muss z. B. in Namibia die Landeskennung NA ersichtlich bleiben.
Viele Länder lassen eine persönliche Gestaltung nur im Rahmen der systembedingt möglichen Kombinationen des Kennzeichens zu. Dies ist beispielsweise in Deutschland und der Schweiz der Fall, wo der Nutzer nur aus einem Pool möglicher Kombinationen wählen kann.
In einigen weiteren Ländern ist zwar die Kombination der Nummernschilder unveränderlich, allerdings kann der Halter unter verschiedenen Designs auswählen. Irische Nummernschilder weisen häufig sehr verschiedene (zum Teil auch schlecht lesbare) Schriftarten auf. In Belgien wird nur das hintere Nummernschild vom Staat vergeben. Das vordere kann der Halter in verschiedenen Ausführungen kaufen oder selbst herstellen.

## Bilder

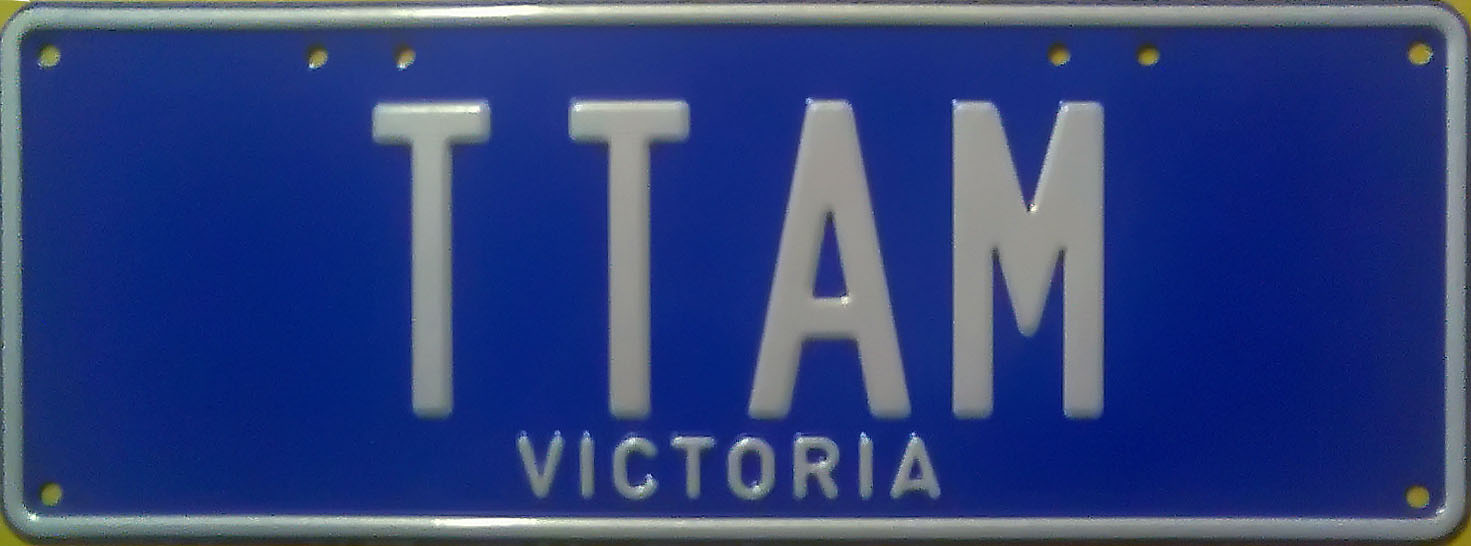
Australisches Wunschkennzeichen
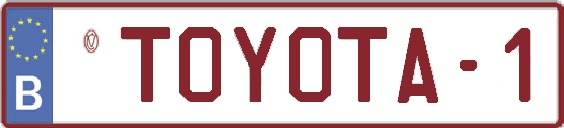
Belgisches Wunschkennzeichen
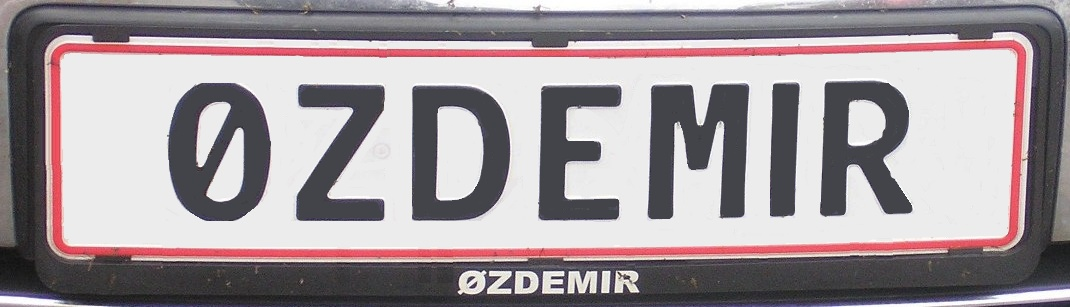
Dänisches Wunschkennzeichen
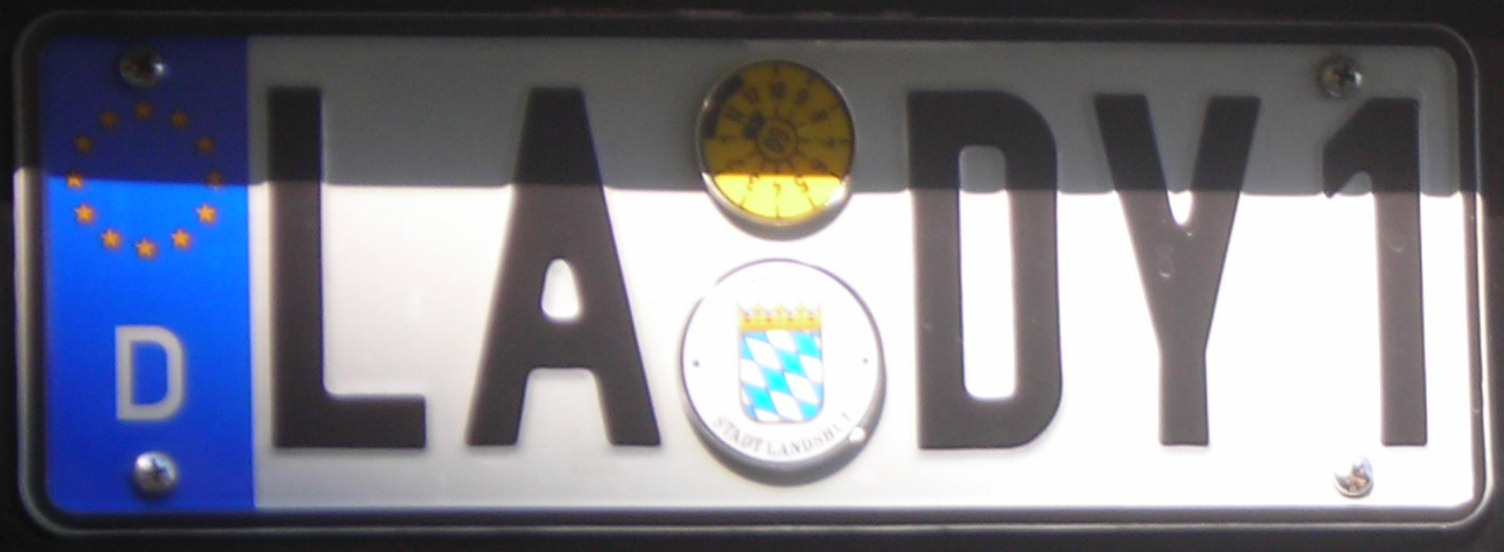
Deutsches Wunschkennzeichen
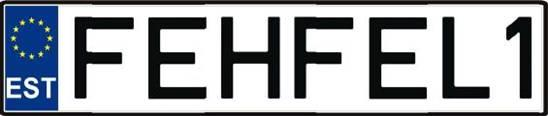
Estnisches Wunschkennzeichen
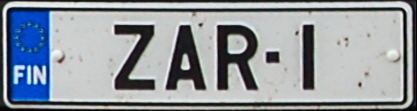
Finnisches Wunschkennzeichen
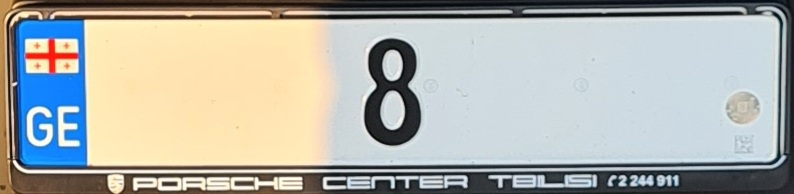
Georgisches Wunschkennzeichen
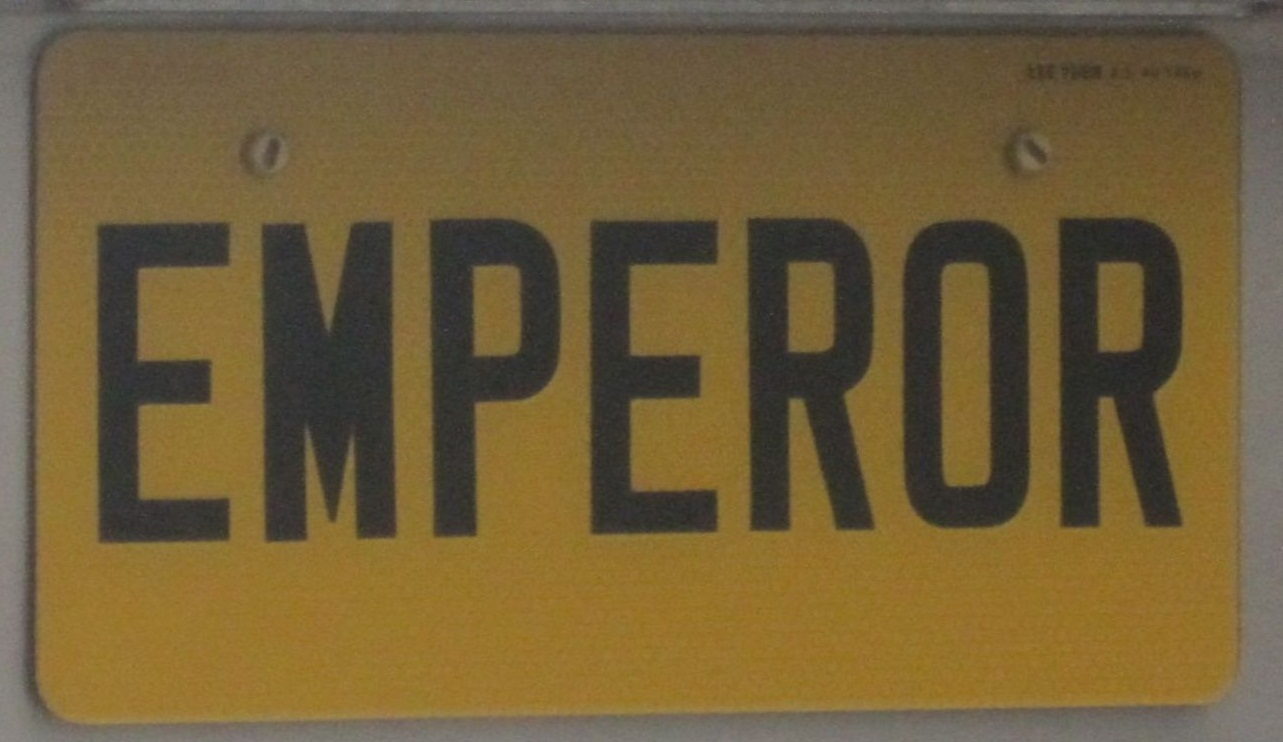
Wunschkennzeichen aus Hongkong
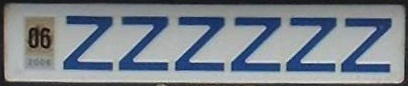
Isländisches Wunschkennzeichen
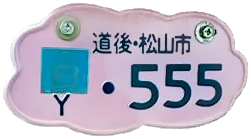
Japanisches Kennzeichen für Motorräder (über 250 cm³)
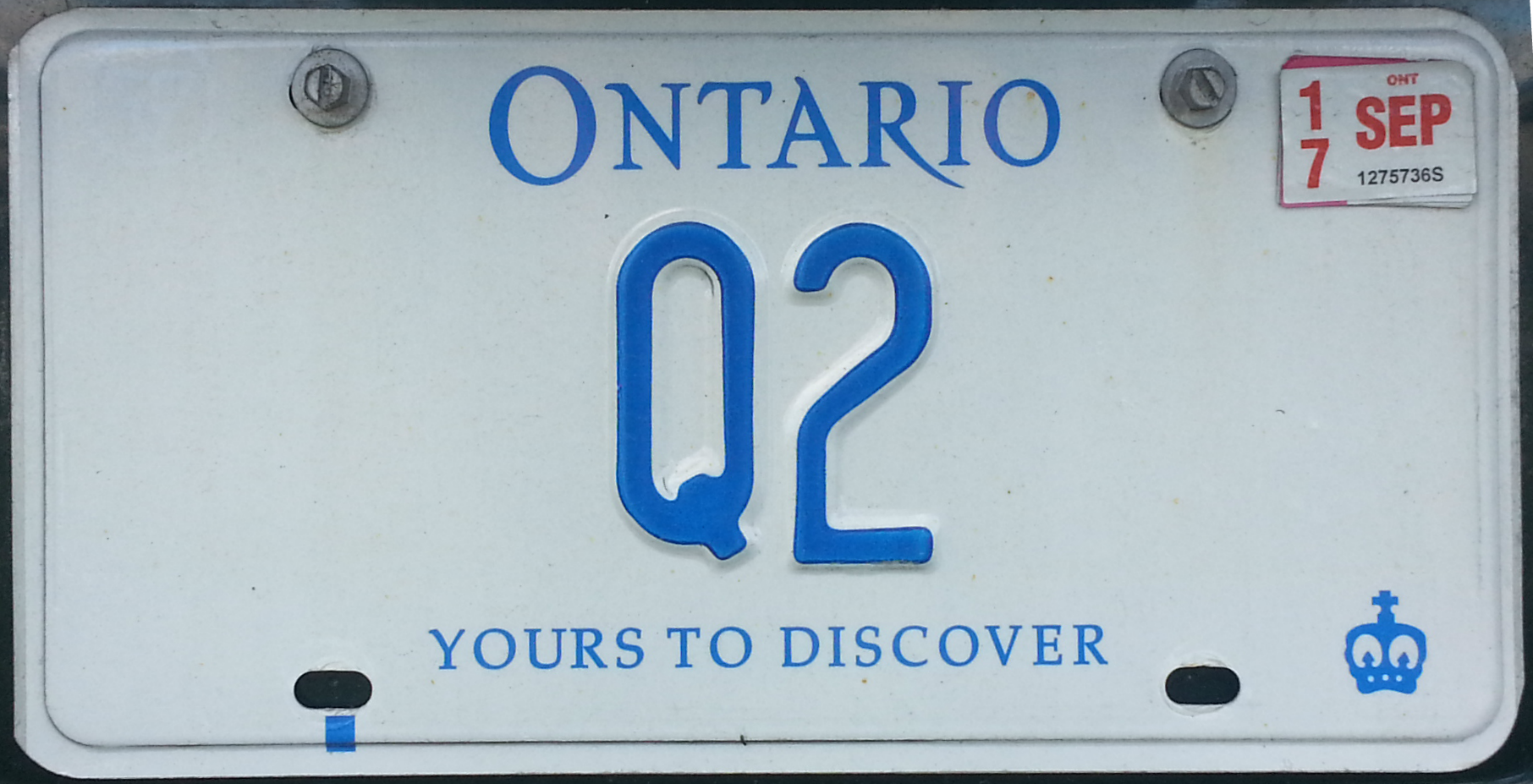
Kanadisches Wunschkennzeichen
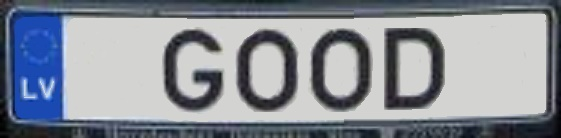
Lettisches Wunschkennzeichen
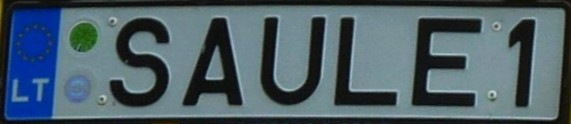
Litauisches Wunschkennzeichen
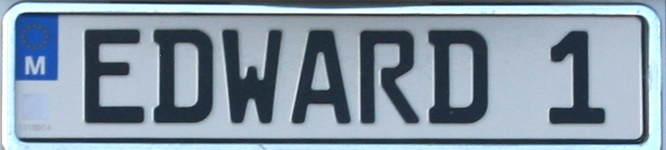
Maltesisches Wunschkennzeichen
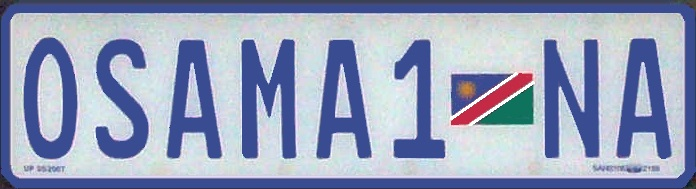
Namibisches Wunschkennzeichen
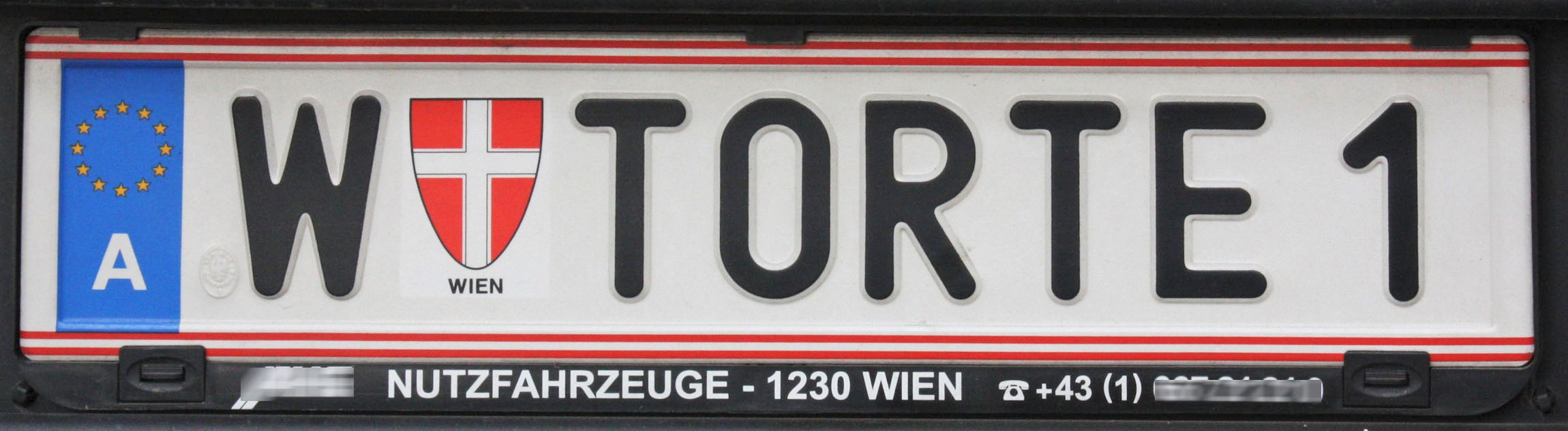
Österreichisches Wunschkennzeichen
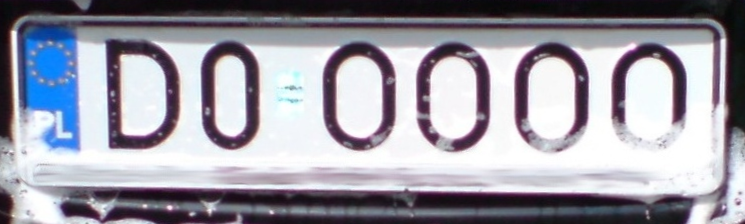
Polnisches Wunschkennzeichen
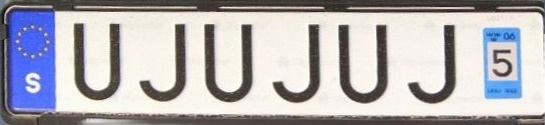
Schwedisches Wunschkennzeichen
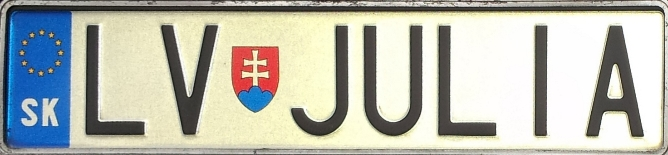
Slowakisches Wunschkennzeichen
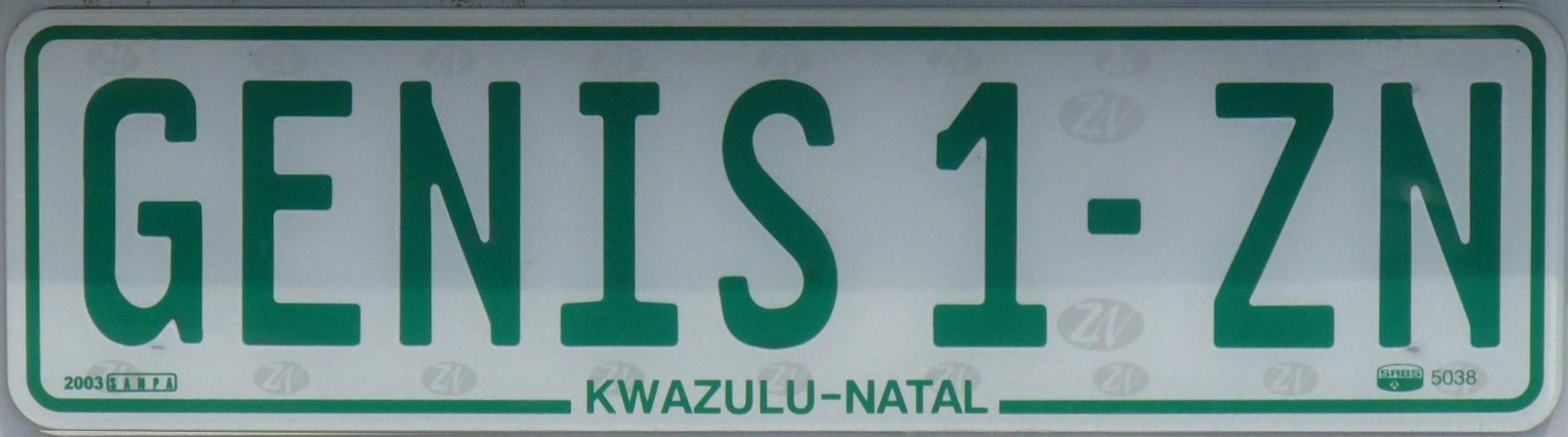
Südafrikanisches Wunschkennzeichen
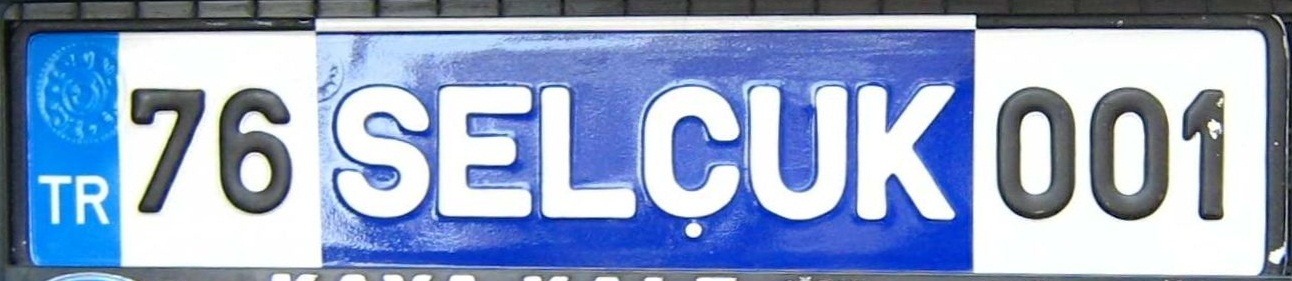
Türkisches Wunschkennzeichen
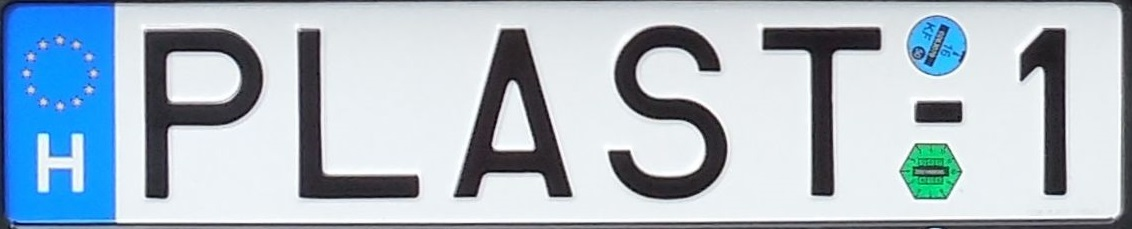
Ungarisches Wunschkennzeichen

## Nationales
- In Armenien gibt es Wunschkennzeichen im Rahmen des vorgegebenen Schemas, diese werde auf einer staatlichen Plattform versteigert und erzielen teilweise sehr hohe Preise, siehe Kfz-Kennzeichen (Armenien).
- In Belgien sind frei wählbare Wunschkennzeichen mit ein bis acht Zeichen für 1000 Euro möglich.
- In Dänemark sind personengebundene Wunschkennzeichen mit zwei bis sieben Zeichen (Ziffern oder Buchstaben, auch die dänischen Buchstaben Æ, Ø und Å und bis zu drei einzelne Leerzeichen) möglich.
- In Deutschland können Wunschkennzeichen seit dem 6. November 1991[1] beantragt werden. Die bundeseinheitliche Gebühr, um ein Wunschkennzeichen zu erhalten, betrug bei ihrer Einführung 20 DM und beträgt derzeit 10,20 Euro (Geb.-Nr. 221 der Anlage zur Gebührenordnung für Maßnahmen im Straßenverkehr). Fast alle Zulassungsstellen bieten inzwischen eine Online-Reservierung an. Für eine derartige Vorabreservierung fällt grundsätzlich eine zusätzliche Gebühr von 2,60 Euro an, wodurch die Gesamtgebühren 12,80 Euro für ein Wunschkennzeichen mit Vorabreservierung betragen. Die Fristsetzung von Reservierungen bei der entsprechenden Kfz-Zulassungsbehörde oder online über die Internetpräsenzen der zuständigen Landkreise und Städte kann unterschiedliche Zeiträume umfassen: meist zwischen zehn und 90 Tage wirksam, können Reservierungen manchmal auch über einen längeren Zeitraum verbindliche Gültigkeit haben.[2] Inzwischen ist es auch in Deutschland möglich, ein Kennzeichen beim Fahrzeugwechsel auf das neue Fahrzeug „mitzunehmen“. Das so wiederverwendete Kennzeichen gilt dann (auch im Hinblick auf die Gebühren) als Wunschkennzeichen; die Mitnahme ist aber trotzdem günstiger als die Prägung neuer Kennzeichen. Für die Mitnahme gab es früher Übergangsfristen, doch inzwischen geschieht die vollständige Ab- und Wiederanmeldung über EDV-Systeme ohne jede Wartezeit.[3] Seit 2012 lässt der Bundesgesetzgeber zudem durch die Kennzeichenliberalisierung auch wieder alte Kfz-Kennzeichen ehemaliger Landkreise/Städte alternativ zu den Regelkennzeichen zu. Außer in Sachsen gelten sie als Wunschkennzeichen. Einige Kennzeichen bieten sich für Kombinationen wie AC DC, FR AU, KA NT, KN UT, MA MA, SE XY u. ä. an.[4] Außerdem werden bestimmte Kennzeichen-Kombinationen nicht zugeteilt, da sie gegen Vorschriften oder gesellschaftliche Normen verstoßen. Dazu gehören Abkürzungen, die mit verfassungswidrigen Organisationen in Verbindung stehen, wie SS, SA, HJ oder NS, um eine Glorifizierung nationalsozialistischer Ideologie zu verhindern. Ebenso untersagt sind beleidigende oder anstößige Kombinationen sowie Buchstabenfolgen, die als diskriminierend gelten könnten. Zudem sind regionale Kürzel bestimmten Städten oder Landkreisen vorbehalten, um Verwechslungen zu vermeiden. Die genauen Regelungen variieren je nach Bundesland.
- In Lettland sind Kombinationen mit mindestens einem Buchstaben und einer Ziffer frei wählbar.
- In Litauen kann ein Wunschkennzeichen aus den zugelassenen Ziffern und Buchstaben ausgegeben werden.
- In Norwegen sind dann 9000 NKR zu zahlen, ansonsten gilt das gleiche wie in Schweden.[5]
- In Österreich sind Kennzeichen nach eigener Wahl möglich, bei denen der Zulassungsbesitzer beinahe jede beliebige Buchstaben- und Zahlenkombination als Vormerkzeichen beantragen kann. Minimum sind nach dem Kürzel der Ausgabestelle drei Zeichen (mindestens ein Buchstabe bzw. eine Ziffer), maximal sind inklusive (ein oder zwei) Buchstaben der Ausgabestelle sieben Zeichen möglich. Die Kosten variieren je nach Bundesland und Art des Fahrzeugs. Die einmalige Bewilligungsgebühr beträgt 228,30 Euro. Die Kosten für die Ausstellung des Nummernschilds belaufen sich auf 23 Euro.[6] Die Reservierung gilt 15 Jahre lang und kann dann durch eine neuerliche Einzahlung verlängert werden. Die Gelder kommen einem Fonds zur Dotierung von Projekten im Bereich Verkehrssicherheit zugute (Verkehrssicherheitsfonds).
- In Polen, der Slowakei und Slowenien sind Kombinationen nach dem zweistelligen Regionalcode frei wählbar.
- In Schweden, wo die Kennzeichen personengebunden und zehn Jahre gültig sind, kann gegen eine Gebühr von 6000 SKR das persönliche Kennzeichen beantragt werden.[7]
- In der Schweiz werden Kontrollschilder von den kantonalen Behörden in der Regel nach aufsteigender Nummer vergeben, Wunschkennzeichen sind allerdings bedingt möglich. Sofern eine Nummer frei ist, kann diese gegen eine (je nach Anzahl der Ziffern unterschiedlich hohe) Gebühr erhalten werden. In den meisten Kantonen werden besondere Nummern mittlerweile meistbietend versteigert und erzielen noch höhere Preise: 2018 wurde im Kanton Zug mit rund 223.000 Franken für ZG 10 eine neue Rekordsumme bezahlt.[8] Im Kanton Waadt können sich die Autofahrer eine spezielle Nummer selbst aussuchen.[9] Man kann mittlerweile von einem landesweiten Wunschnummern-Boom sprechen.[10] Da die Zuteilung auf eine Person (und nicht auf ein Fahrzeug) erfolgt, kann je nach Kanton eine Nummer auch verkauft werden. Im Kanton St. Gallen beispielsweise kann mit fünf- oder mehrstelligen Nummern gehandelt werden, während ein- bis vierstellige Nummern nur vererbt werden können.[11][12] Eine Zulassung erfolgt nur im Wohnsitz- bzw. Geschäftssitzkanton.
- In Tschechien sind achtstellige alphanumerische Kombinationen mit mindestens einer Ziffer möglich.
- In Ungarn sind sechsstellige Kombinationen mit mindestens einer Ziffer am Ende möglich.

Den bisher höchsten Preis für ein Wunschkennzeichen zahlte im Februar 2008 Scheich Saʿd al-Khouri in den Vereinigten Arabischen Emiraten mit umgerechnet rund zehn Millionen Euro für die Nummer 1.
Nicht möglich sind Wunschkennzeichen u. a. in Frankreich, Griechenland, Irland, Italien und Spanien.